# Rezom
Rezom (em hebraico: Rezon), quase certamente o mesmo que Heziom (em hebraico: Hezyon), foi um arameu do século X a.C., pai de Tabrimom e avô do rei Benadade I. Era filho de Eliada. Começou a carreira servindo o rei Hadadezer de Zobá. Quiçá pelo tempo da vitória de Davi sobre Hadadezer (984 a.C.), abandonou seu mestre e virou o chefe de um grupo de piratas. Sob Salomão, ocupou Damasco e fundou o Reino de Arã-Damasco, o mais poderoso dos reinos arameus, além de virar seu inimigo.